# О’Грэйди, Гейл
Гейл Энн О’Грэйди (англ. Gail Ann O'Grady, род. 23 января 1963) — американская актриса, наиболее известная по роли Донны Абандано в телесериале «Полиция Нью-Йорка» (1993—1996), принесшей ей три номинации на премию «Эмми», и по роли Хелен Прайор в сериале «Американские мечты» (2002—2005). Также О’Грэйди известна благодаря главным ролям в многочисленных телефильмах.

## Карьера
Гейл О’Грэйди родилась в 1963 году в семье специалиста по финансовому планированию. Снялась в нескольких рекламных роликах до переезда в Лос-Анджелес в 1986 году. Начала свою карьеру в середине восьмидесятых на телевидении, и часто играла роли злодеек в эпизодах сериалов. На большом экране она снялась в комедиях «У неё будет ребёнок» и «Никто не идеален», а на телевидении сыграла певицу в двух эпизодах сериала «Чайна-Бич».
Прорывом в карьере Гейл О’Грэйди стала роль в драматическом сериале «Полиция Нью-Йорка», в котором она снималась с 1993 по 1996 год. О’Грэйди в сериале смогла избежать образа стереотипной глупой блондинки, что в итоге помогло ей получить три номинации на премию «Эмми» за лучшую женскую роль второго плана в драматическом телесериале. Она покинула сериал в 1996 году, вместе с Шэрон Лоуренс, чтобы заняться другими проектами.
Гейл О’Грэйди нашла большой успех благодаря многочисленным главным ролям в телефильмах, наиболее яркие из которых — «Одна против всех», «Три жизни Карен», «Чужая слава», «Секс и мать-одиночка» и «Больше секса для матери-одиночки». На большом экране она появлялась не так часто, сыграв в фильмах «Баскетбольная лихорадка», «Это старое чувство» и «Мужчина по вызову».
С 2002 по 2005 год Гейл О’Грэйди исполняла главную роль в сериале «Американские мечты», сюжет которого разворачивался с шестидесятые годы. После она сыграла главную роль в ситкоме «Элитное жилье», который был закрыт после одного сезона, а следом снялась в ещё двух неудачных сериалах, «Тайны Палм-Спрингс» и «Адские кошки». Также она появилась в сериалах «Юристы Бостона» и «Отчаянные домохозяйки» в ролях второго плана. В 2014 году, О’Грэйди присоединилась к актёрскому составу сериала ABC «Месть» в роли Стиви Грейсон, первой жены Конрада и врага персонажа Мэделин Стоу. В её послужном списке большое количество гостевых ролей в сериалах.

## Личная жизнь
Гейл О’Грэйди шесть раз была замужем, она родила сына Майкла в 2004 году.

## Избранная фильмография
| Год             | Название на русском                 | Название на английском                | Роль                   | Примечания |
| --------------- | ----------------------------------- | ------------------------------------- | ---------------------- | --- |
| 1988            | У неё будет ребёнок                 | She’s Having a Baby                   | Лора                   | |
| 1988            | Чайна-Бич                           | China Beach                           | Джорджия Ли            | 2 эпизода |
| 1988            | Затемнение                          | Blackout                              | Кэролайн Бойл          | |
| 1989            | Никто не идеален                    | Nobody’s Perfect                      | Шелли                  | |
| 1990            | Весёлая компания                    | Cheers                                | Лаура Уолтон           | 1 эпизод |
| 1986, 1990      | Мэтлок                              | Matlock                               | Джулия Маккалоу        | 2 эпизода |
| 1990            | Люди как мы                         | People Like Us                        | Ребекка Бейли          | |
| 1990            | Паркер Кейн                         | Parker Kane                           | Синди Эллис            | |
| 1991            | Искуситель                          | Spellcaster                           | Джеки                  | |
| 1992            | Она написала убийство               | Murder, She Wrote                     | Робин Дишмэн           | 1 эпизод |
| 1993            | Создавая женщину                    | Designing Women                       | Кики Кирки             | 2 эпизода |
| 1995            | Одна против всех                    | She Stood Alone: The Tailhook Scandal | Лейтенант Паула Кафлин | |
| 1995            | Испытание огнём                     | Trial by Fire                         | Полетт Гилл            | |
| 1995            | Ничто не вечно                      | Nothing Lasts Forever                 | Доктор Тейлор Лист     | |
| 1993-1996, 1999 | Полиция Нью-Йорка                   | NYPD Blue                             | Донна Абандано         | Регулярная роль, 58 эпизодов Премия Гильдии киноактёров США за лучший актёрский состав в драматическом сериале (1995) Номинация — Премия «Эмми» за лучшую женскую роль второго плана в драматическом телесериале (1994—1996) Номинация — Премия «Спутник» за лучшую женскую роль второго плана — телесериал, мини-сериал или фильм (1997) Номинация — Премия Гильдии киноактёров США за лучший актёрский состав в драматическом сериале (1996—1997) |
| 1996            | Баскетбольная лихорадка             | Celtic Pride                          | Кэрол О’Хара           | |
| 1997            | Это старое чувство                  | That Old Feeling                      | Ровена                 | |
| 1997            | Три жизни Карен                     | The Three Lives of Karen              | Карен                  | |
| 1997            | Два голоса                          | Two Voices                            | Кэтлин                 | |
| 1997            | Каждые 9 секунд                     | Every 9 Seconds                       | Дженет                 | |
| 1997            | Операция «Медуза»                   | Medusa’s Child                        | Вивиан Генри           | |
| 1999            | Влюбленные сердца                   | Two of Hearts                         | Молли Сондерс          | |
| 1999            | Мужчина по вызову                   | Deuce Bigalow: Male Gigolo            | Клэр                   | |
| 1999            | Прогулка по Египту                  | Walking Across Egypt                  | Элейн Рикшби           | |
| 2000            | Чужая слава                         | Out of Sync                           | Мэгги                  | |
| 2001            | Между жизнью и смертью              | Hostage Negotiator                    | Тэрса Фоли             | |
| 2001            | Элли Макбил                         | Ally McBeal                           | Хелена Фишер           | 1 эпизод |
| 2003            | Счастливая семерка                  | Lucky 7                               | Рэйчел Майер           | |
| 2003            | Секс и мать-одиночка                | Sex & the Single Mom                  | Джесс Грэдуэлл         | |
| 2004            | Уверенная рука Бога                 | The Sure Hand of God                  | Молли Боузер           | |
| 2005            | Больше секса и мать-одиночка        | More Sex & the Single Mom             | Джесс Грэдуэлл         | |
| 2002-2005       | Американские мечты                  | American Dreams                       | Хелен Прайор           | Регулярная роль, 61 эпизод Специальная премия Young Artist любимой матери на телевидении (2004) |
| 2005            | Сигнал бедствия                     | Mayday                                | Энн Мерц               | |
| 2005            | Элитное жилье                       | Hot Properties                        | Эва Саммерлин          | Регулярная роль, 13 эпизодов |
| 2006            | Два с половиной человека            | Two and a Half Men                    | Мэнди                  | 2 эпизода |
| 2007            | Тайны Палм-Спрингс                  | Hidden Palms                          | Карен Харди            | Регулярная роль, 8 эпизодов |
| 2007            | Контракт с незнакомкой              | While the Children Sleep              | Меган Истман           | |
| 2007            | C.S.I.: Место преступления          | CSI: Crime Scene Investigation        | Миссис Тоун            | 1 эпизод |
| 2007            | Юристы Бостона                      | Boston Legal                          | Судья Глория Уэлдон    | 7 эпизодов |
| 2007            | Все, что я хочу на Рождество        | All I Want for Christmas              | Сара Армстронг         | |
| 2008            | Менталист                           | Mentalist                             | Джунипер Толливер      | 1 эпизод |
| 2008            | Американская сказка                 | An American Carol                     | Джейн Вагстеф          | |
| 2008            | Отчаянные домохозяйки               | Desperate Housewives                  | Энн Шиллинг            | 4 эпизода |
| 2009            | Закон и порядок: Специальный корпус | Law & Order: Special Victims Unit     | Рут Уокер              | 1 эпизод |
| 2009            | Дом, который построил Джек          | The House That Jack Built             | Ханна                  | |
| 2009            | Говорящая с призраками              | Ghost Whisperer                       | Карен Уэстен           | 1 эпизод |
| 2010            | До смерти красива                   | Drop Dead Diva                        | Миссис Томас           | 1 эпизод |
| 2010            | Круг                                | Circle                                | Доктор Грин            | |
| 2010            | После падения                       | After the Fall                        | Сьюзан Миллс           | |
| 2010—2011       | Адские кошки                        | Hellcats                              | Ванда Перкинс          | 18 эпизодов |
| 2011            | Гавайи 5.0                          | Hawaii Five-0                         | Шэрон Арчер            | 1 эпизод |
| 2011            | Похороненная 2                      | ChromeSkull: Laid to Rest 2           | Нэнси                  | |
| 2013            | Тень над Месой                      | Shadow on the Mesa                    | Мона Истман            | |
| 2013            | Касл                                | Castle                                | Марго Гоуэр            | 1 эпизод |
| 2013            | Особо тяжкие преступления           | Major Crimes                          | Энн Бренд              | 1 эпизод |
| 2013            | Жена министра                       | The Minister’s Wife                   | Сьюзан Паркер          | |
| 2013            | Тайный круиз                        | The Mystery Cruise                    | Эльвира                | |
| 2014—2015       | Месть                               | Revenge                               | Стиви Грейсон          | 11 эпизодов |